# Portret Jana Kasprowicza
Portret Jana Kasprowicza – obraz olejny autorstwa Jacka Malczewskiego, namalowany w roku 1903. Przedstawia młodopolskiego poetę, dramaturga i krytyka literackiego Jana Kasprowicza. Obecnie dzieło znajduje się w zbiorach Muzeum Narodowego w Warszawie.